# 日本皮膚科学会
公益社団法人日本皮膚科学会（にほんひふかがっかい、英称:The Japanese Dermatological Association）は、1900年（明治33年）創立の皮膚科に関する学会である。日本医学会加盟学術団体。

## 沿革
1900年（明治33年）12月、東京帝國大學教授土肥慶蔵博士の提唱により創立された。翌年4月、第1回総会が開催された。学術総会は1945年には誌上学会となったが、毎年行われている。1901年、現在の『日本皮膚科学会雑誌』（当初は「皮膚病學及泌尿器病學雑誌」、現在はPubmedにおける英文名は Nihon Hifuka Gakkai Zasshi）が創刊された。1974年に日本皮膚科学会の英文誌 Journal of Dermatology が創刊された。第68回会頭を務めた土肥淳一郎は慶蔵の孫にあたる。

## 役員
- 理事長：天谷 雅行
- 副理事長：藤本 学

## 日本皮膚科学会認定専門医
皮膚科専門医（正確には日本皮膚科学会認定専門医）の認定を行っている。

## インパクトファクター
この雑誌のインパクトファクターは1.3であったが、2012年は1.765に上昇した。2016年6月発表の2015年のインパクトファクターは1.577であった。

## 皮膚の日
1989年11月12日、日本臨床皮膚科医会は、この日を「皮膚の日」（11月12日＝いいひふ）に制定した。当学会と協力して、皮膚についての知識の普及や皮膚科専門医療に対する理解を深めるための啓発活動を行っている。